# Lučka Počkaj
Lučka Počkaj, slovenska gledališka in filmska igralka, * 30. december 1966, Trst.
Rodila se je v Trstu. Študij na Akademiji za gledališče, radio, film in televizijo v Ljubljani je zaključila leta 1989, diplomirala pa leta 2000. Leta 1989 se je zaposlila v Slovenskem stalnem gledališču v Trstu ter tam delovala do leta 2003, ko je postala članica igralskega ansambla Slovenskega ljudskega gledališča Celje. V tem času je nastopala tudi po drugih slovenskih in italijanskih gledališčih. Sodelovala je tudi v več filmih in televizijskih serijah; najbolj prepoznavna je po vlogi dr. Lili Muha v nanizanki Naša mala klinika.  

### Zasebno
Živi v Ljubljani, njen partner je Brane Završan.

## Filmografija

### TV serije
- V imenu ljudstva (2020): Danijela
- Ena žlahtna štorija (2017): redovnica Tereza-Klara
- Začnimo znova (2007): Mama Blažke in Anžeta
- Naša mala klinika (2005): dermatologinja Lili Muha

### Filmi
- Dvojne počitnice (2001, TV film): mama
- V meni prevrat (1996, TV film)
- Rabljeva freska (1995): Ksenija
- Do konca in naprej (1990): Alenka

## Nagrade
- študentska Severjeva nagrada (1989) – za vlogo Ines v predstavi Zaprta vrata
- debitantka leta na celjskem filmskem festivalu Dnevi slovenskega filma (1991) – za vlogo Alenke v filmu Do konca in naprej
- Borštnikova nagrada (1993) – za vlogo Glorije v istoimenski predstavi in vlogo Varje v predstavi Češnjev vrt
- Borštnikova nagrada (2001) – za vlogo Baronice v predstavi Ta veseli dan ali Matiček se bo ouženu